# Roger Williams (kolonist)

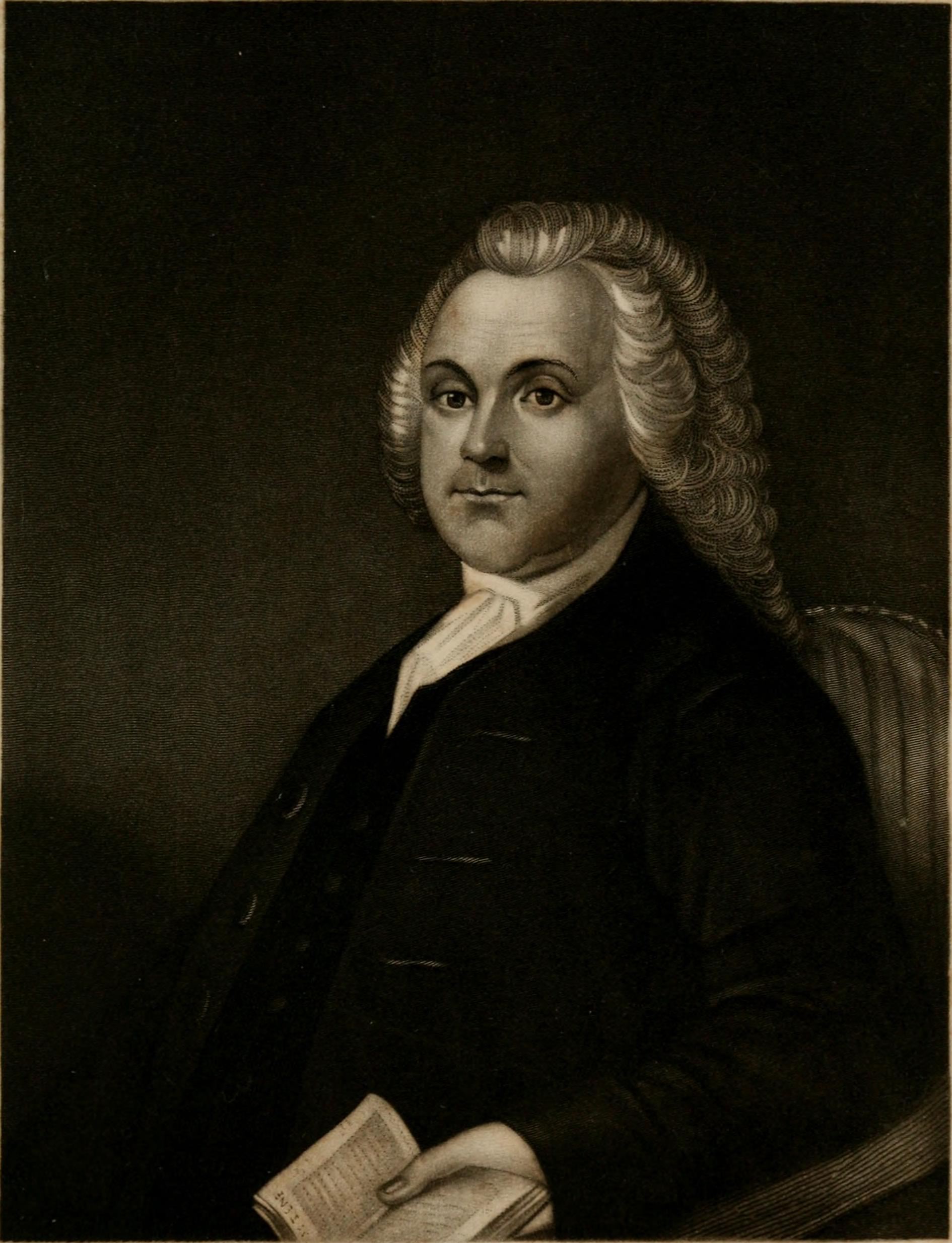
19e-eeuws fantasieportret van Williams

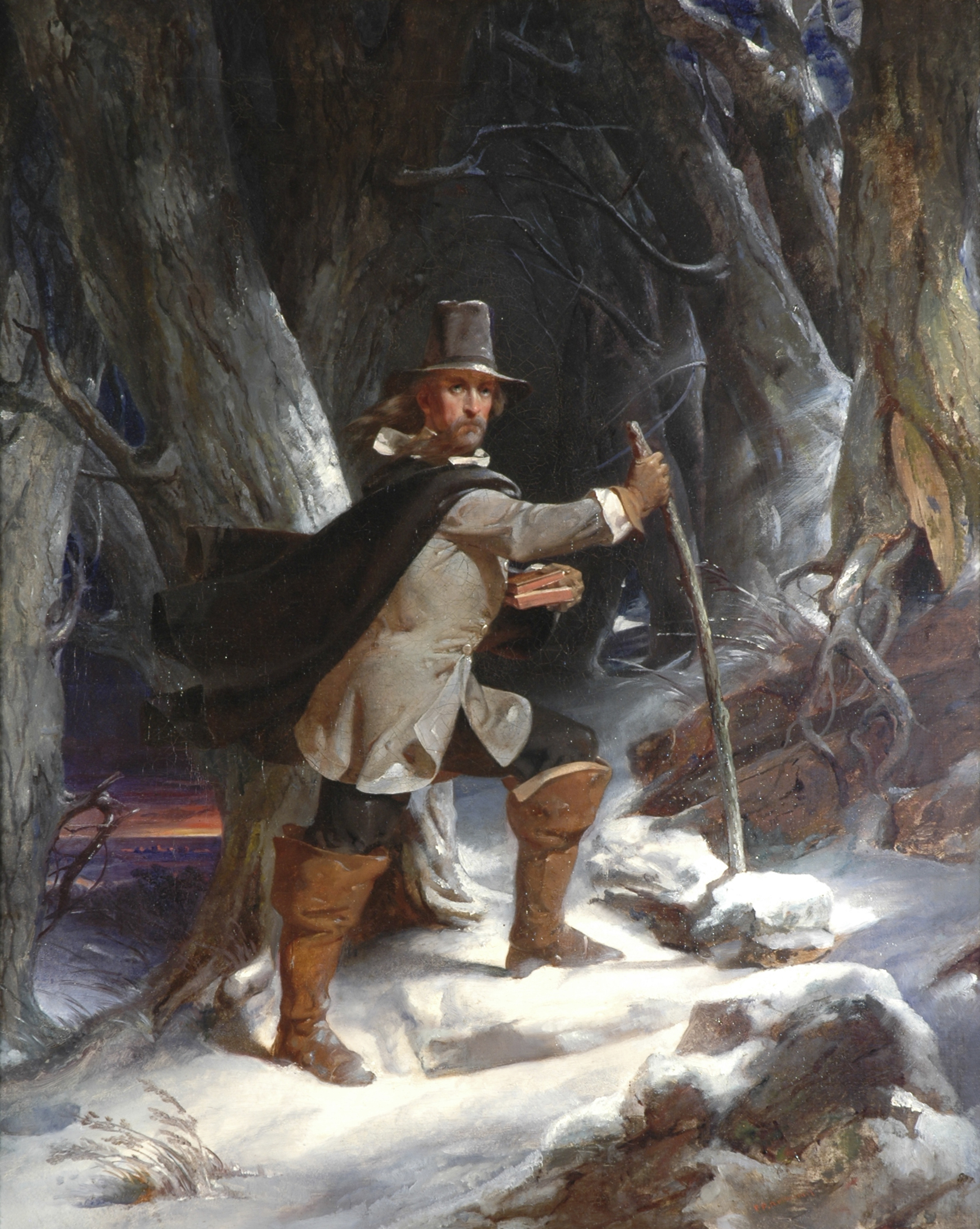
De verbanning van Roger Williams (Peter F. Rothermel, ca. 1850)

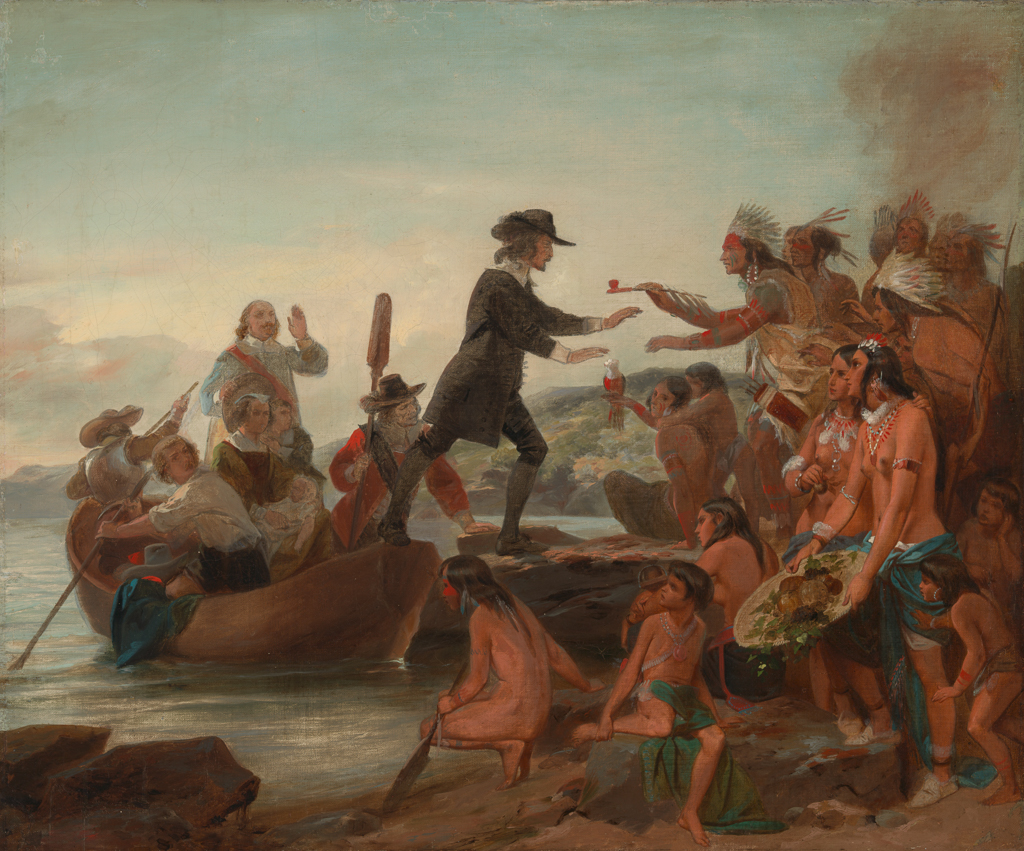
De landing van Roger Williams in 1636 (Alonzo Chappel, 1857)

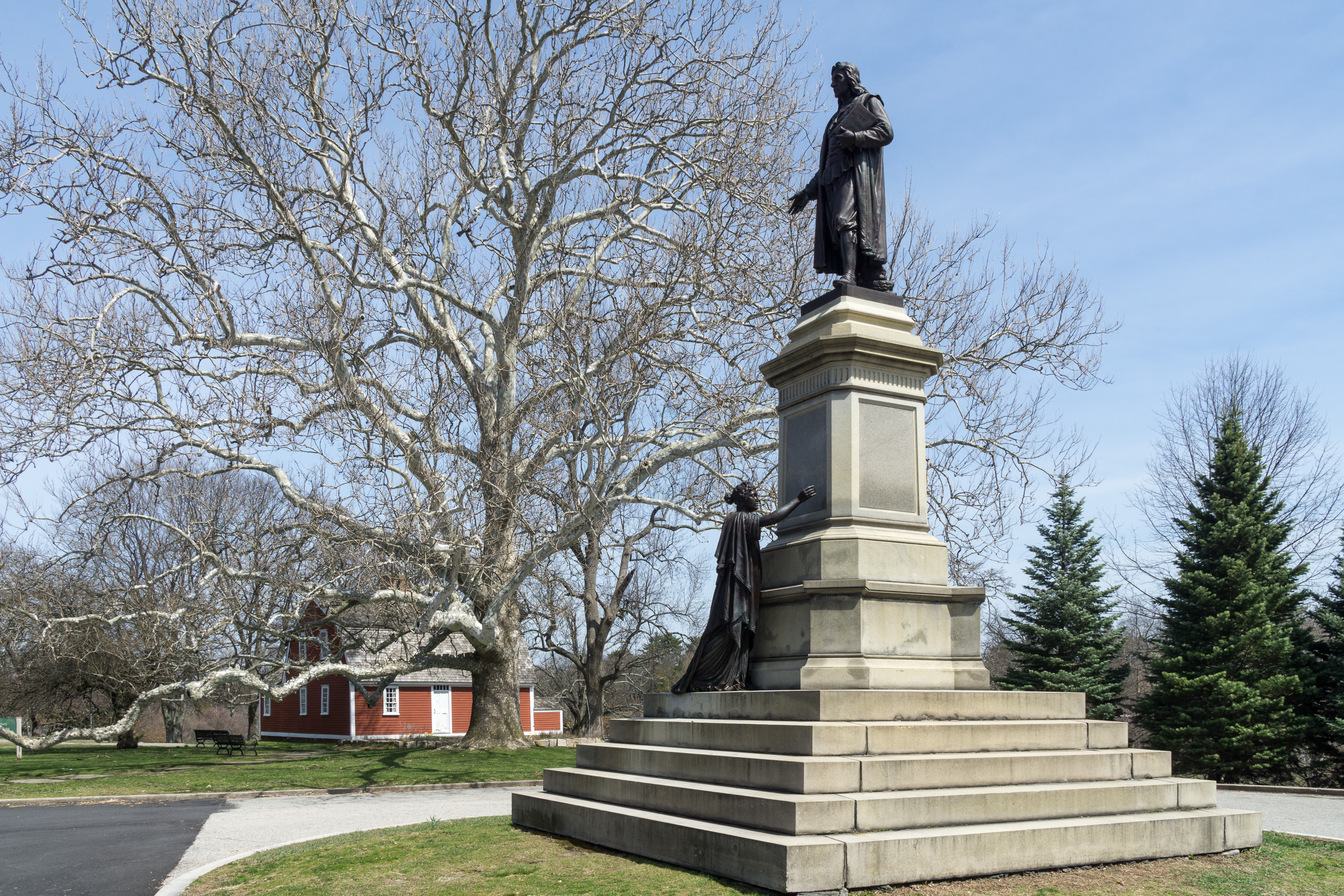
Standbeeld van Roger en Betsey Williams in Providence (1877)

Roger Williams (Londen, ca. 21 december 1603 – Providence, tussen 27 januari en 15 maart 1683) was een puriteinse predikant, theoloog, auteur en kolonist. In New England stichtte hij Providence Plantations, waaruit de Amerikaanse staat Rhode Island zou groeien. In zijn geschriften en zijn politiek toonde Williams zich een resoluut voorstander van godsdienstvrijheid en de scheiding van kerk en staat. Hij was bevriend met inheemse Amerikanen, wiens talen hij leerde en beschreef.

## Jonge jaren
Roger Williams was de zoon van een koopman-kleermaker uit het Londense Smithfield. Op jonge leeftijd had hij een spirituele bekering en trok hij de aandacht van Sir Edward Coke, een barrister en rechter die vaak optrad tegen de Kroon. Coke maakte Williams secretaris in zijn huishouden en gaf hem een elite-opleiding, eerst aan de Charterhouse School en dan aan de Universiteit van Cambridge in Pembroke College. De student behaalde in 1627 een Bachelor of Arts en toonde een grote taalvaardigheid, meer bepaald in het Latijn, Hebreeuws, Grieks, Frans en Nederlands. Die laatste taal onderwees hij aan zijn vriend John Milton.
Vanwege zijn studies liet Williams zich wijden in de Anglicaanse Kerk, maar reeds in Cambridge bekende hij zich tot de rebelse sekte van de puriteinen. Na zijn afstuderen werd hij privékapelaan van Sir William Masham. In 1629 trouwde hij met Mary Bernard (1609-1676), de dochter van een puriteinse predikant. Het volgende jaar kwam hij tot een separatistische positie en besloot het echtpaar te emigreren naar de Nieuwe Wereld, waar zich recent een eerst golf puriteinen had gevestigd. Op 1 december 1630 scheepten ze in te Bristol. Hun zes kinderen zouden allemaal in Amerika worden geboren: Mary, Freeborn, Providence, Mercy, Daniel en Joseph.

## Vertrek naar Amerika
Op 5 februari 1631 kwam hun schip de Lyon aan bij de puriteinse nederzetting Boston. Williams kreeg onmiddellijk het aanbod theoloog te worden van de lokale kerk, maar om principiële redenen sloeg hij deze prestigieuze positie af: hij kon zich niet verzoenen met het feit dat de gemeente leden van de Kerk van Engeland toeliet tot de diensten, terwijl hij tegelijk laakte dat de overheid godsdienstige overtuigingen kon bestraffen. Dit standpunt zou Williams in zijn verdere leven aanhouden en ontwikkelen: een enorme geloofsijver en bekeringsdrang, gepaard aan een radicale afwijzing van elke vorm van overheidsdwang in gewetenszaken.
Doordat zijn zienswijze in Boston in slechte aarde viel, week Williams uit naar Salem. Ook daar veroordeelde hij bepaalde zaken en maakte hij zich onmogelijk. Aan het eind van de zomer verhuisde hij naar Plymouth Colony, waar hij geregeld preekte maar ook niet helemaal tevreden was. In deze periode zocht Williams contact met de Narragansett-indianen. Omdat hij hen als vervloekt beschouwde, hoopte hij hen te bekeren, maar hij was ook oprecht geïnteresseerd in hun taal en cultuur. Hij beschouwde hen als van nature gelijk aan de Europeanen en bekritiseerde de koloniale landdiefstal.
Na zijn verblijf bij de indianen keerde Williams in de herfst van 1633 terug naar Salem. Vanwege een pamflet tegen de koloniale charters werd hij gedagvaard en ook nadien haalde hij zich met "verkeerde" en "gevaarlijke" opinies diverse rechtszaken op de hals. Eerst kostte het hem zijn kerkelijke positie en in oktober 1635 werd hij veroordeeld tot verbanning wegens opruiing en ketterij. Omdat hij ziek was en de winter naderde, kreeg hij respijt op voorwaarde dat hij in het publiek zou zwijgen. Maar dat deed hij niet. In januari 1636 werd de sheriff gestuurd om hem te arresteren en te deporteren naar Engeland. Enkele dagen voordien glipte hij weg in een sneeuwstorm.

## Stichting van Providence
Veertien weken leed Williams honger. Alleen de gastvrijheid van de Wampanoags behoedde hem voor de dood. Hun opperhoofd Massasoit bood hem tot de lente onderdak in het winterkamp nabij Raynham. Massasoit verkocht hem ook een stuk land voor een nederzetting, maar de autoriteiten van de Plymouth-kolonie maakten territoriale bezwaren. Uiteindelijk trok Williams de rivier de Seekonk over en vestigde hij zich met kolonisten uit Salem aan een inham langs de rivier de Providence. Hij verwierf de grond van de sachems Canonicus en Miantonomi en noemde de plaats Providence, naar de goddelijke voorzienigheid die hen daar zou hebben gebracht.
Williams wilde dat zijn nederzetting een toevluchtsoord zou zijn voor mensen die problemen hadden vanwege hun geweten. In de stichtingsdocumenten beperkte hij de overheidsmacht tot civiele zaken, waardoor voor het eerst in de vroegmoderne tijd een doorgedreven vorm van religieuze vrijheid en scheiding van kerk en staat werd ingevoerd. Dit werd gecombineerd met het principe van de meerderheidsdemocratie. Nieuwkomers konden bij meerderheid van stemmen volledig burgerschap verkrijgen. Providence werd door dit alles een magneet voor andersdenkenden.
Tijdens de Pequot-oorlog van 1637-1638 leverde Williams informatie aan Massachusetts Bay en overtuigde hij de Narragansetts om de kant van de kolonisten te kiezen. Na de gezamenlijke overwinning werd deze stam de machtigste in het zuiden van New England. Williams onderhield een vertrouwensrelatie met hen en wist gedurende veertig jaar de vrede te bewaren. De andere kolonies stonden echter vijandig tegenover Providence Plantations en sloten in 1643 een alliantie, wat Williams ertoe bewoog naar Engeland terug te keren om koninklijke autorisatie voor zijn kolonie te bekomen.

## Terugkeer naar Londen
Williams arriveerde midden in de Engelse Burgeroorlog. Dankzij de hulp van John Milton vond hij onmiddellijk een uitgever om te beginnen publiceren. In A Key into the Language of America (Een sleutel tot de taal van Amerika) beschreef hij de taal en de cultuur van de indianen van New England. Het boek vond een nieuwsgierig publiek en hielp hem in juli 1644 aan een parlementair charter voor zijn kolonie.
Kort daarna publiceerde hij zijn beroemdste boek, The Bloudy Tenent of Persecution for Cause of Conscience (Het bloedige beginsel van vervolging op grond van geweten). Dit pleidooi voor tolerantie, dat zelfs katholieken ("Antichristians"), moslims en indianen wilde vrijwaren van geloofsvervolging, veroorzaakte grote opschudding. In de volgende vijf jaar werd het in zeker zestig pamfletten besproken. Het Parlement kondigde op 9 augustus 1644 een verbod af en liet alle exemplaren door de beul verbranden, maar Williams had er niet op gewacht en was tegen die tijd al met zijn charter onder zeil naar New England.

## Koloniaal bestuur
Het kostte hem enkele jaren om de vier nederzettingen van Narragansett Bay te verenigen. Tegen de oppositie van William Coddington in vormden ze in 1647 in de Colony of Rhode Island and Providence Plantations. In de constitutie was gewetensvrijheid opnieuw gegarandeerd. Andersdenkenden zoals quakers en joden vonden er een veilige haven. Coddington gaf zijn verzet niet op en wist in Engeland een eigen charter te bekomen, op grond waarvan hij in 1651 gouverneur voor het leven werd over Aquidneck en Conanicut Islands. Om dit ongedaan te maken keerde Williams met John Clarke terug naar Engeland, een reis die hij betaalde door zijn handelspost Cocumscussec te verkopen. Hij keerde in 1654 terug om president van zijn kolonie te worden. Na drie jaar werd hij opgevolgd.
In 1663 keerde ook Clarke terug uit Engeland met een koninklijk charter voor Providence. King Philip's War maakte in 1675-1676 een einde aan de goede relaties met de Narragansett. De bejaarde Williams bleef met enkele tientallen inwoners in Providence als kapitein van de militie, maar kon niet verhinderen dat de stad op 29 maart 1676 werd platgebrand door Narragansett-krijgers onder leiding van Canonchet. Ook zijn eigen huis ging in vlammen op. Na deze bittere ervaring wonnen de kolonisten de oorlog en werd Providence herbouwd. Williams stierf zeven jaar later.

## Publicaties
- A Key into the Language of America, 1643
- Mr. Cotton's Letter Lately Printed, Examined and Answered, 1644
- The Bloudy Tenent of Persecution for Cause of Conscience, 1644
- Queries of Highest Consideration Proposed to Mr. Tho. Goodwin, Mr. Phillip Nye, Mr. Wil. Bridges, Mr. Jer. Burroughs, Mr. Sidr. Simpson, all Independents, etc. (anoniem pamflet)
- The Bloody Tenent yet more Bloudy, 1652
- The Hireling Ministry None of Christ's, 1652
- Experiments of Spiritual Life and Health, and their Preservatives, 1652
- George Fox Digged out his Burrowes, 1676

## Uitgaven
- The Complete Writings of Roger Williams, ed. Perry Miller, 7 dln., 1963
- The Correspondence of Roger Williams, eds. Glenn W. LaFantasie e.a., 2 dln., 1988. ISBN 0874513863